# Житнић
Житнић је насељено мјесто у саставу града Дрниша, у Далмацији, Шибенско-книнска жупанија, Република Хрватска.

## Географија
Налази се 4 км јужно од Дрниша у подножју планине Мосећ, на крашкој површи. У близини је и кањон Чиколе. То је прво село на путу Дрниш – Шибеник и кроз њега пролази пруга према Шибенику и Сплиту. Подијељено је на Горњи и Доњи Житнић.

## Историја
Први пут се село Житнић спомиње 1298. године, као самостална католичка жупа. У Другом свјетском рату, Житнић је био јако четничко упориште. За вријеме рата у Хрватској (1991–1995), налазио се у Републици Српској Крајини као њена најјужнија тачка, гдје се вршила размјена заробљеника.

## Култура
У селу се налази римокатоличка црква Св. Јуре из 1298. године (Горњи Житнић) и српска православна црква Св. Јована Крститеља из 1982. године (Доњи Житнић). У Горњем Житнићу се налази старо православно гробље.

## Становништво
Село је до рата било национално мјешовито. Број Срба и Хрвата био је готово једнак. Према попису становништва из 2001. године, Житнић је имао 195 становника. Насеље је према попису становништва из 2011. године имало 150 становника.
| Националност       | 2001.        | 1991.        | 1981.        | 1971.        | 1961.        |
| Срби               | 5 (2,56%)    | 257 (50,39%) | 347 (52,18%) | 406 (50,30%) | 465 (53,50%) |
| Хрвати             | 189 (96,92%) | 242 (47,45%) | 303 (45,56%) | 400 (49,57%) | 404 (46,49%) |
| Југословени        |              |              | 6 (0,90%)    | 1 (0,12%)    |              |
| остали и непознато | 1 (0,51%)    | 11 (2,15%)   | 9 (1,35%)    |              |              |
| Укупно             | 195          | 510          | 665          | 807          | 869          |

| Демографија | Демографија | Демографија |
| Година      | Становника  | Становника  |
| ----------- | ----------- | ----------- |
| 1857.       | 521         |             |
| 1869.       | 649         |             |
| 1880.       | 645         |             |
| 1890.       | 680         |             |
| 1900.       | 809         |             |
| 1910.       | 857         |             |
| 1921.       | 680         |             |
| 1931.       | 951         |             |
| 1948.       | 915         |             |
| 1953.       | 949         |             |
| 1961.       | 869         |             |
| 1971.       | 807         |             |
| 1981.       | 665         |             |
| 1991.       | 510         |             |
| 2001.       | 195         |             |
| 2011.       |             | 150         |

## Попис 1991.
На попису становништва 1991. године, насељено место Житнић је имало 510 становника, следећег националног састава:
| Попис 1991.‍  | Попис 1991.‍  | Попис 1991.‍ | Попис 1991.‍ | Попис 1991.‍ |
| ------------ | ------------ | ----------- | ----------- | ----------- |
|              |              |             |             |             |
| Срби         | Срби         |             | 257         | 50,39%      |
| Хрвати       | Хрвати       |             | 242         | 47,45%      |
| неопредељени | неопредељени |             | 2           | 0,39%       |
| непознато    | непознато    |             | 9           | 1,76%       |
| укупно: 510  |              |             |             |             |

## Презимена
| - Алдук — Римокатолици - Андабака — Римокатолици - Асановић — Православци, славе Св. Јована - Баљак — Православци, славе Св. Николу - Баришић — Римокатолици - Беадер — Православци, славе Св. Јована - Бодрожић — Православци, славе Св. Стефана - Вишић — Православци, славе Св. Јована - Вукашин — Православци, славе Св. Николу - Генераловић — Православци, славе Ђурђевдан - Глуић — Римокатолици - Гундељ — Православци, славе Св. Јована - Ерцеговац — Римокатолици | - Кашић — Православци, славе Св. Јована - Керић — Православци, славе Св. Јована - Малада — Римокатолици - Милета — Православци, славе Ђурђевдан - Мочић — Римокатолици - Мујан — Римокатолици - Пушкар — Православци, славе Св. Јована - Ревача — Православци, славе Св. Јована - Рожа — Православци, славе Лазареву Суботу - Сировица — Православци, славе Св. Јована - Чолак — Православци, славе Св. Јована - Шарић — Православци, славе Св. Јована |

## Познате личности
- Милка Планинц — некадашњи премијер СФРЈ (1982–1986). Рођена је у породици Николе Маладе и Стане рођ. Кашић.
- Серафим Кашић, српски игуман.